# Sarcoscyphaceae
Sarcoscyphaceae es una familia de hongos ascomicetos perteneciente al orden Pezizales. Un estudio del año 2008 estima que en la familia existen 13 géneros y 102 especies. Las Sarcoscyphaceae tienen una distribución cosmopolita, encontrándose tanto en regiones tropicales como templadas.